# Пайвань

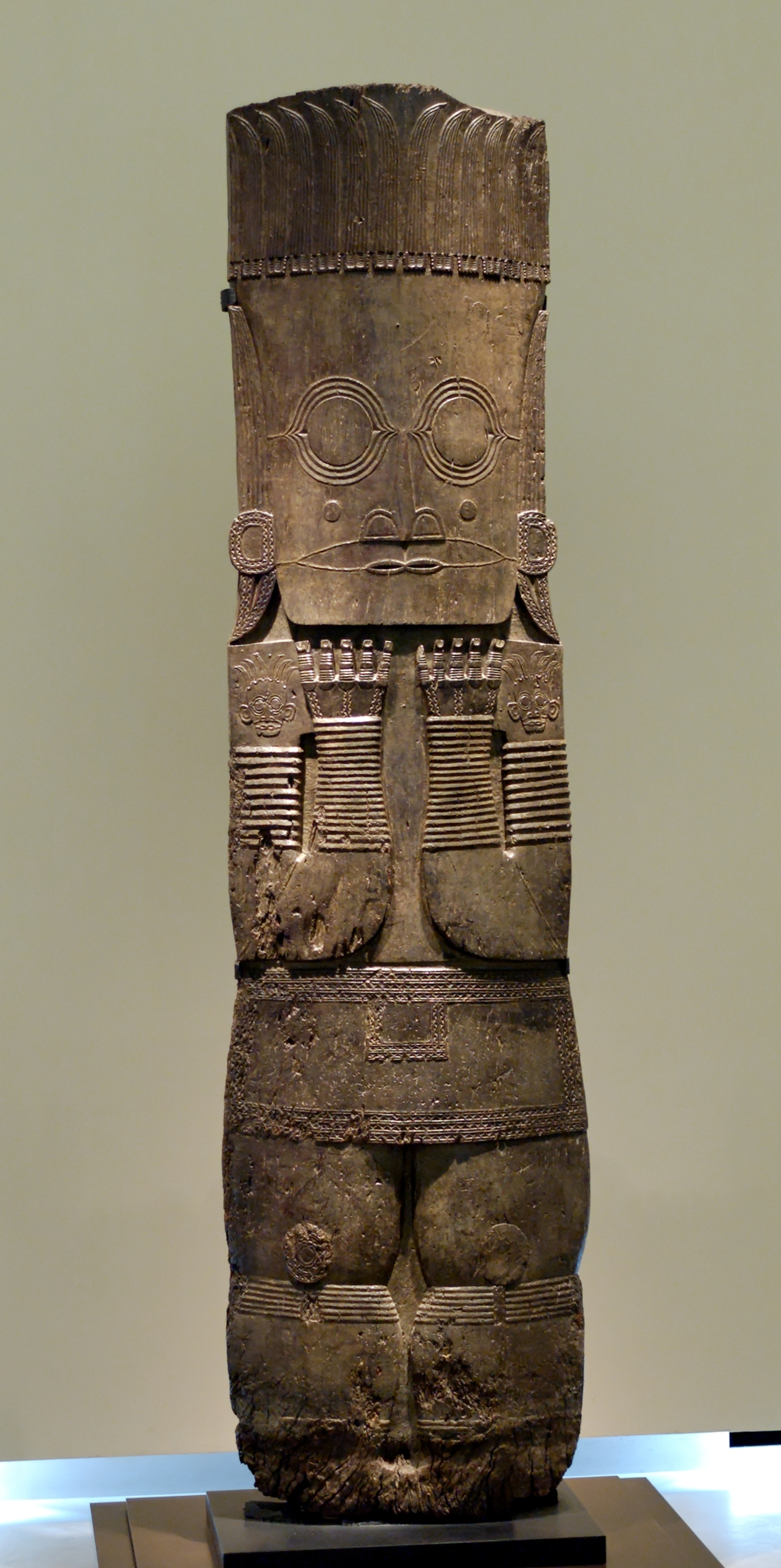
Скульптура пайвань

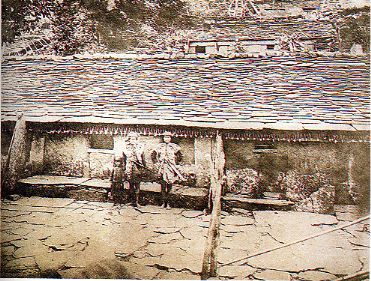
Будинок племені Пайвань

Пайвань (кит.: 排湾) — народність тайванських аборигенів, яка розмовляє пайванською мовою. У 2000 році налічувало 70,331 чоловік. Це третій за чисельністю аборигенський народ Тайваню, що становить 17,7% аборигенського населення. Територія племені — крайній південний край острова (східне узбережжя).
Плем'я пайвань відрізняється особливими ритуалами Масару і Малевек. Масару — ритуал свята урожаю рису. Малевек — ритуал пам'яті предків або богів.

## Історія
Значною фігурою племені був вищий вождь Токеток (卓其督; близько 1817–1874), який зміг об'єднати 18 пайванських племен. В 1867 році він уклав договір з китайцями і європейцями, що гарантував безпеку судів, які причалювали до земель пайвань, в обмін на звільнення одноплемінника, який вбив у 1867 році екіпаж корабля Rover.
У 1871 році корабель з острова Окінава причалив до південного узбережжя Тайваню, і у 33 членів екіпажу були відрубані голови. Китайська адміністрація відмовилася відповідати за дії «диких» аборигенів (台湾生番), які були за межами китайської юрисдикції. Це призвело до японської військової експедиції 1874 року на Тайвань.